# Matthaeus Fleck

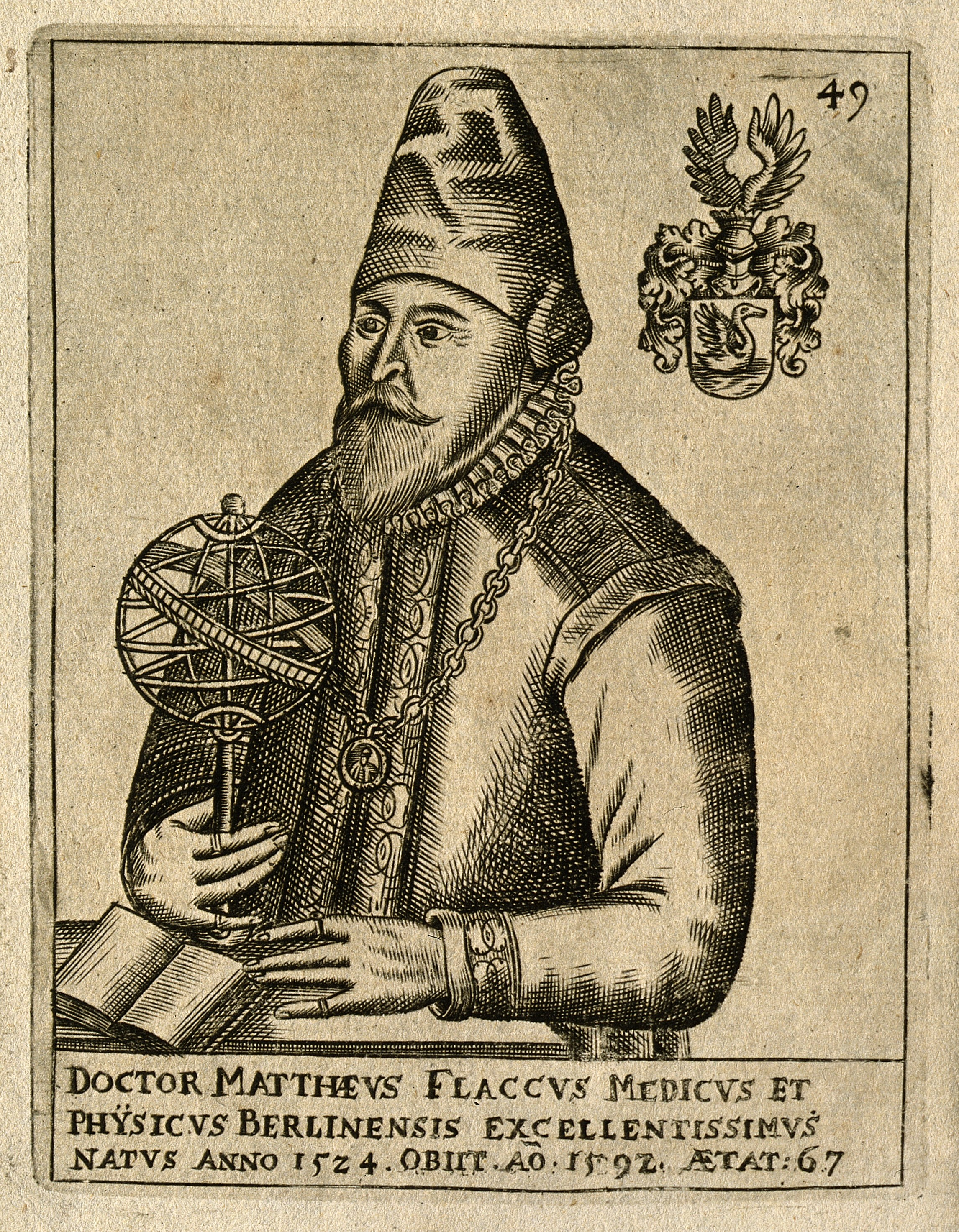
Matthaeus Flaccus, in Martin Friedrich Seidels Bilder-Sammlung

Matthaeus Fleck (latinisiert Flaccus; * 1524 in Zwickau, Kurfürstentum Sachsen; † 1592 in Berlin, Kurfürstentum Brandenburg) war ein Mediziner in Berlin.

## Leben
Der Vater Simon Fleck war Tuchmacher in Zwickau, die Mutter war Margarethe Cayn(s). Matthaeus Fleck immatrikulierte sich 1543 an der Universität Leipzig. Seit 1553 praktizierte er als Arzt in Berlin. 1557 promovierte er in Leipzig zum Doktor der Medizin. Danach war er weiter in Berlin tätig. Ob er dort auch Stadtphysicus war, ist nicht bekannt.
Matthaeus Fleck verfasste mehrere Schriften zu medizinischen Themen in lateinischer und deutscher Sprache.
Er war mit Regina Schirmer (1535–1598), Tochter des Leipziger Kaufmanns Michael Schirmer, verheiratet. Kinder waren
- Johannes Fleck (1559–1628), Hofprediger in Berlin und Superintendent
- Carl Fleck (1569–1633), Stadtkämmerer und Bürgermeister in Stendal
- Friedrich Fleck (1570–1638), Arzt in Berlin
- Regina Fleck (1572–1625), verheiratet mit dem Buchhändler Friedrich Grosse  (1580–1602) aus Leipzig

Von Matthaeus Fleck gibt es einen Kupferstich und eine Medaille, auf deren Rückseite ein Porträt seiner Frau abgebildet ist.